# 흑색선전
흑색선전(黑色宣傳, 영어: black propaganda) 또는 에스파냐어로 마타도어(matador)는 근거 없는 사실을 조작하여 상대방을 모략하고 혼란하게 하는 정치적 비밀선전이다. 흑색선전이란 용어는 정치권에서 널리 쓰이고 있다.

## 개요
적국의 국민이나 군인으로 하여금 전의(戰意)를 상실하게 하거나 사기를 저하시켜 정부나 군대를 불신하게 함으로써 국민과 정부, 군대와 국민 간을 이간할 목적으로 행한다.
유령 단체의 이름이나 타 정부·타 단체의 이름을 도용하고, 출처를 밝히지 않고 실시하는 비합법적인 선전이다.

## 같이 보기
- 여론 조작
- 언론플레이
- 옐로 저널리즘
- 분할통치
- 살라미 기술
- 심리전
- 아스트로터핑
- 인신 공격의 오류
- 정체성 정치
- 증오언설
- 포크배럴